# Aegyptische Nachrichten
Die Aegyptischen Nachrichten waren eine Zeitung in Kairo von 1907 bis 1914. Sie waren die einzige deutschsprachige Tageszeitung in Nordafrika.

## Geschichte
Bereits 1830 hatte es eine Zeitung Aegyptische Nachrichten gegeben, die zweimal wöchentlich erschien, aber wahrscheinlich nicht lange bestand.
Am  30. November 1907 erschien die erste Ausgabe der neuen Aegyptischen Nachrichten, zunächst als Wochenzeitung. Der leitende Redakteur war Friedrich Köhler, es gab auch eine französischsprachige Ausgabe Les Nouvelles Égyptiennes. Spätestens seit 1908 gab es Niederlassungen in Port Said, Alexandria und Assuan. Die Aegyptischen Nachrichten wurden auch in umliegenden Ländern  gelesen.
1912 hatten sie täglich vier Seiten, mit kurzen Informationen zu Ereignissen in Ägypten, Deutschland und  weiteren Ländern, sowie zu weiteren Themen, mit einem Fortsetzungsroman und zwei Seiten Anzeigen.
Mitte August 1914 wurde die Zeitung nach Beginn des Ersten Weltkrieges verboten, weil sie  sensationelle Berichterstattung über militärische Siege des Deutschen Reiches und über Russland verbreitet habe. Der Chefredakteur Wilhelm Schwedler wurde vom ägyptischen Innenminister persönlich darüber informiert. Ägypten stand in dieser Zeit unter britischer Kontrolle.
Chefredakteure
- Friedrich Köhler, 1907–mindestens 1910
- Richard G. B. Förster, spätestens 1912–etwa Anfang 1913[6]
- Wilhelm Schwedler, 1913–1914